# (32396) 2000 QY213
2000 QY213 (asteroide 32396) é um asteroide troiano de Júpiter. Possui uma excentricidade de 0.12992040 e uma inclinação de 3.92585º.
Este asteroide foi descoberto no dia 31 de agosto de 2000 por LINEAR em Socorro.